# Lago Griebnitz
El lago Griebnitz (en alemán: Griebnitzsee) es un lago situado al oeste de Berlín, en el distrito rural independiente de Potsdam, en el estado de Brandeburgo (Alemania), a una elevación de 29.4 metros; tiene un área de 52 hectáreas. 
Los ríos Havel y Spree fluyen cerca de este lago.